# Infuse
Infuse je video player (aplikacija) namenjena IOS uređajima predstavljena od strane Firecora. Pruža odličan kvalitet videa, optimizovan je da pokrene hd video snimke rezolucije 1080p a podržava i Dolby Digital Plus zvuk, AirPlay što omogućava strimovanje sa Ipad na Apple Tv bez gubitka kvaliteta.
Automatski preuzima prevod sa OpenSubtitles.org i poster filma ili serije, ocene i druge informacije.
Organizuje vaš video, automatskim preuzimanjem metapodataka .
Podržava preko 14 različitih video formata, obuhvata WMV I MKV tako da možete pokrenuti bilo koji video preuzet sa interneta. Olakšava kopiranje video snimaka na vaš uređaj bez korišćenja iTunesa već direktno sa internet pretraživača preko wi-fi. Takođe možete da uvezete video iz drugih aplikacija
kao što su:Dropbox, Google Drive, SkyDrive.

## Verzija 2.0
Infuse 2.0 donosi novi dizajn, interfejs je optimizovan za iOS 7.
- Poseduje sposobnost strimovanja videa sa drugih uređaja kao što su Mac, PC bez čekanja da se fajlovi prebace ili sihronizuju.
- Automatski daje detalje sa IMDb
- Trakt.tv sync
- Deljenje informacija preko društvenih mreža
- Update korisničkog interfejsa

## Verzija 3.0
Infuse 3.0 verzija je optimizovana za iPhone 6 i iPhone 6 Plus odnosno IOS 8.
- Veći spektar video formata MKV, MP4, MTS, AVI,.., WMV, MTS, FLV, OGM, OGV, ASF, 3GP, DVR-MS, WebM, i WTV.[4]
- Strimovanje sa Mac, PC, mrežnog diska UPnP/DLNA, aplikacije kao što su Plex, Kodi (XBMC), WMCno, i wifi uređaja AirStash, Sandisk Connect.
- Zvuk: Dolby i DTS audio podrška(Dolby Digital Plus (AC3/E-AC3), DTS i DTS-HD audio)
- Još jedan veliki dodatak su wifi usluge skladištenja kao što su: AirStash, Sandisk Connect, Seagate Wireless Plus, Lacie Fuel.
- Opcija označiti filmove kao gledane/negledane
- Sortiranje fajlova po imenu ili datumu
- Ručno traženje titlova i ručna organizacija videa
- Puštanje zvuka u pozadini
- TRAKT 2-WAY SYNC-povezivanje sa trakt zbog sihronizovanja, istorije ocenjivanja i komentarisanja
- Poglavlja i omiljeni folderi za brz pristup[5]
- 3 zoom opcije (normal, crop, stretch)
- Mogućnost nastavljanja videa gde ste stali
- Update korisničkog interfejsa

## Spoljašnje veze
- Infuse zvanični sajt